# Cantón de San Rafael
Cantón de San Rafael är en kanton i Costa Rica.   Den ligger i provinsen Heredia, i den centrala delen av landet, 13 km norr om huvudstaden San José.